# Renne (constellation)
Pour les articles homonymes, voir Renne (homonymie).

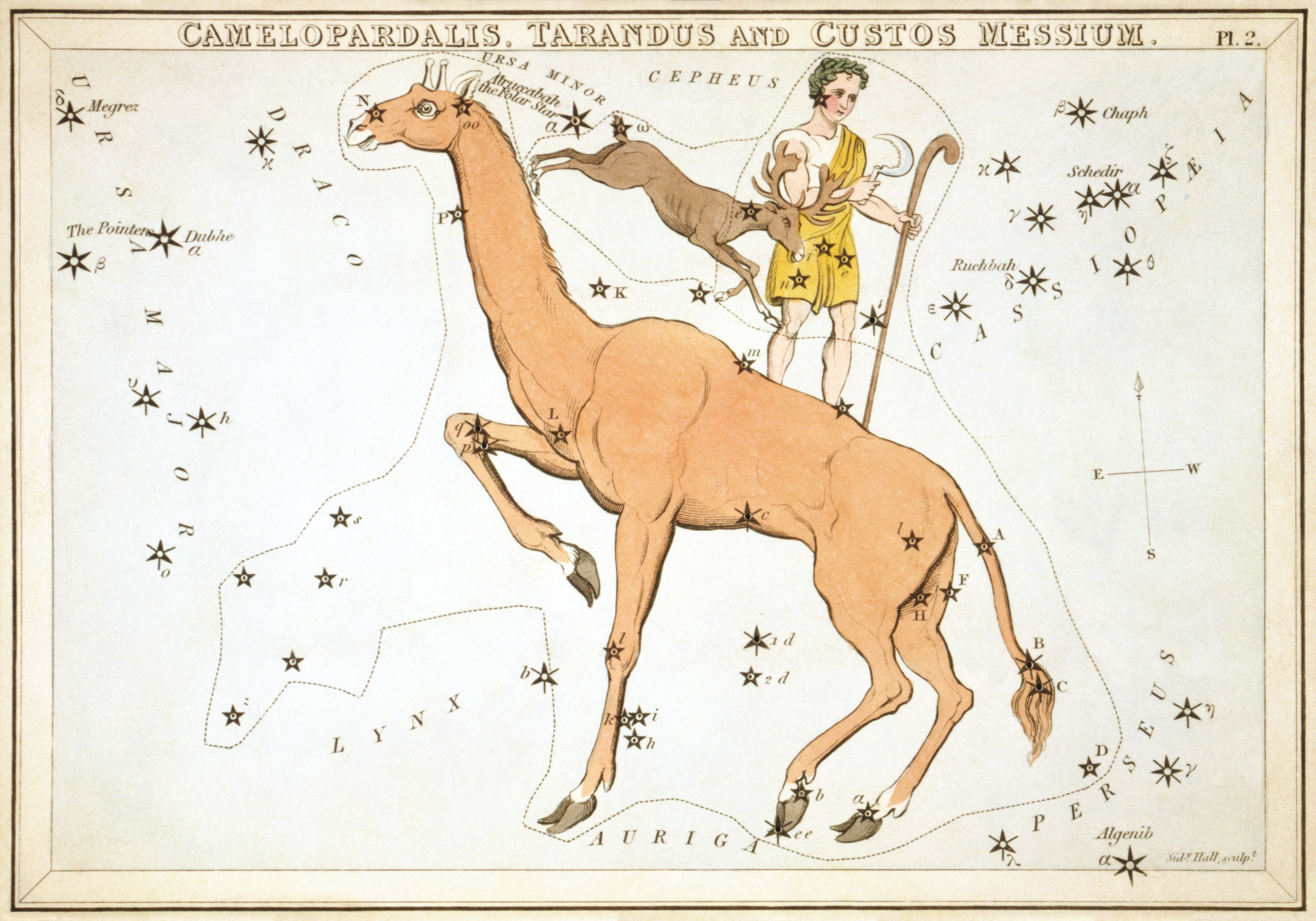
La constellation du Renne, aussi connue sous le nom de Tarandus, et la constellation également disparue du Messier (Custos Messium), toutes deux représentées au-dessus de la Girafe.

Le Renne (en latin : Tarandus vel Rangifer, où vel signifie ou) était une petite constellation située entre les constellations de Cassiopée et de la Girafe. Elle fut créée par l'astronome français Pierre Charles Le Monnier en 1736 pour commémorer l'expédition menée par Pierre Louis Moreau de Maupertuis en Laponie à laquelle il participa et dont les observations géodésiques prouvèrent l'aplatissement de la Terre aux pôles. Cette constellation n'est plus utilisée.